# Koekoeroekoekoe Paloma
Koekoeroekoekoe Paloma is een single van Vader Abrahams Showkorkest. Het was het tweede succes van Pierre Kartners begeleidingsorkest na Ay-ay-ay Don José. Het nummer is opgenomen in Nederhorst den Berg. Het originele nummer is geschreven door Tony Mendez als Cucurrucucu Paloma.
André Moss heeft het nummer ook opgenomen, maar haalde er geen hitje mee. Andere artiesten die de Spaanse versie zongen waren onder meer Julio Iglesias en Helmut Lotti.

## Hitnotering

### Nederlandse Top 40
| Hitnotering: week 17 t/m 22 in 1974 | Hitnotering: week 17 t/m 22 in 1974 | Hitnotering: week 17 t/m 22 in 1974 | Hitnotering: week 17 t/m 22 in 1974 | Hitnotering: week 17 t/m 22 in 1974 | Hitnotering: week 17 t/m 22 in 1974 | Hitnotering: week 17 t/m 22 in 1974 | Hitnotering: week 17 t/m 22 in 1974 |
| Week:                               | 1                                   | 2                                   | 3                                   | 4                                   | 5                                   | 6                                   |                                     |
| ----------------------------------- | ----------------------------------- | ----------------------------------- | ----------------------------------- | ----------------------------------- | ----------------------------------- | ----------------------------------- | ----------------------------------- |
| Positie:                            | 30                                  | 24                                  | 20                                  | 19                                  | 25                                  | 39                                  | uit                                 |

### NederlandseDaverende 30
| Hitnotering: 4-5-1974 t/m 24-5-1974 | Hitnotering: 4-5-1974 t/m 24-5-1974 | Hitnotering: 4-5-1974 t/m 24-5-1974 | Hitnotering: 4-5-1974 t/m 24-5-1974 | Hitnotering: 4-5-1974 t/m 24-5-1974 |
| Week:                               | 1                                   | 2                                   | 3                                   |                                     |
| ----------------------------------- | ----------------------------------- | ----------------------------------- | ----------------------------------- | ----------------------------------- |
| Positie:                            | 25                                  | 20                                  | 20                                  | uit                                 |